# La Revanche de Pablito
Pour plus de détails, voir Fiche technique et Distribution.
La Revanche de Pablito (titre original : The Littlest Outlaw) est un film américain de Roberto Gavaldón sorti en 1955.

## Synopsis
Le cruel beau-père de Pablito est le dresseur de chevaux d'un général mexicain qui pour forcer un cheval de course à sauter au-dessus d'un obstacle y pose des pointes. Mais l'animal développe une peur panique des obstacles en raison des blessures qu'il s'est faites lors de son « entraînement. » Lors de la course, le cheval refuse de sauter et le général se sent humilié. Sa fille monte le cheval et tente de le forcer mais désarçonnée elle tombe et se blesse grièvement. Le général demande alors de tuer la bête. Pablito intervient et s'enfuit avec le cheval.
En fuite, l'enfant est confronté à des bandits et parvient à obtenir l'aide d'un « Padre » (prêtre). Toutefois le cheval s'enfuit, est attrapé par des gitans, et finit vendu à un organisateur de combats de taureaux. Un jour le père de Pablito arrive à l'église mais le Padre lui indique que l'enfant n'est pas là, bien qu'il l'ait caché dans l'église. Le père repart contrarié. Pour remonter le moral de Pablito, le Padre l'emmène à l'arène voir des combats de taureaux. Pablito reconnaît alors son cheval, saute au milieu de la piste, le chevauche et parvient à le faire sauter au-dessus des palissades encerclant l'arène.
Pablito revient quelque temps plus tard chez le général qui apaisé offre l'animal à sa fille qui en voulait toujours malgré les blessures infligées. Pablito et la fille du général chevauchent désormais le cheval ensemble dans le ranch.

## Fiche technique
- Titre original : The Littlest Outlaw
- Titre français : La Revanche de Pablito
- Réalisation : Roberto Gavaldón assisté de Jesús Marín
- Scénario : Bill Walsh d'après une histoire de Larry Lansburgh
- Musique : William Lava
  - Chef d'orchestre : Charles Maxwell
- Ingénieur du son : Manuel Topete
- Directeurs de la photographie : J. Carlos Carbajal (+ seconde équipe) et Alex Phillips
- Décors : Rafael Suárez
- Montage : Carlos Savage
- Producteurs : Larry Lansburgh, Luis Sánchez Tello
- Société de production : Walt Disney Productions
- Société de distribution : Buena Vista Film Distribution Company
- Pays de production :  États-Unis
- Langue : anglais
- Genre : Drame
- Durée : 73 minutes
- Sortie nationale :  États-Unis 22 décembre 1955 ;  France 14 juin 1956
- Affiche : Marcel Jeanne (France)

Sauf mention contraire, les informations proviennent des sources suivantes : Leonard Maltin et IMDb

## Distribution
- Walt Disney : présentateur
- Pedro Armendáriz (VF : Georges Aminel) : Gen. Torres
- Joseph Calleia (VF : Abel Jacquin) : Padre
- Rodolfo Acosta  (VF : René Arrieu) : Chato
- Andrés Velázquez : Pablito
- Laila Maley : Celita
- Pepe Ortiz : Himself (matador)
- Gilberto González : Tiger
- José Torvay : Vulture
- Jorge Treviño : Barber
- José Ángel Espinosa 'Ferrusquilla'  (VF : Roger Rudel) : Señor Garcia
- Enriqueta Zazueta  (VF : Paule Emanuele) : Señora Garcia
- Irving Lee : Gypsy (comme Senor Lee)
- Carlos Ortigoza : Docteur
- Margarito Luna : Silvestre
- Ricardo Gonzáles : Marcos

Source : Leonard Maltin, Dave Smith et IMDb

## Sorties cinéma
Sauf mention contraire, les informations suivantes sont issues de l'Internet Movie Database.
- États-Unis : 22 décembre 1955
- France : 14 juin 1956 (Vichy), 13 juillet 1956 (Paris)
- Danemark : 15 octobre 1956
- Finlande : 9 novembre 1956
- Turquie : février 1957
- Suède : 20 mai 1957
- Italie : 1er août 1957
- Autriche : 6 décembre 1957
- Allemagne de l'Ouest : 13 décembre 1957

## Origine et production
Au début des années 1950, Walt Disney ne s'intéresse plus uniquement à l'animation et encourage ses équipes sur des projets indépendants principalement dans les films en prises de vue réelle. Larry Lansburgh qui avait participé depuis les années 1940 à plusieurs productions du studio comme Danny, le petit mouton noir (1948) et Stormy  (1954), propose l'histoire de La Revanche de Pablito. Disney accepte l'histoire, confie son développement à Bill Walsh et la production à Lansburgh qui part au Mexique pour le tourner,.
Au Mexique, Lansburgh demande à Roberto Gavaldón de réaliser le film et engage des acteurs mexicains de première envergure. Le film est tourné deux fois, la première en anglais et la seconde en espagnol, ce qui a permis une diffusion simultanée aux États-Unis et au Mexique. De plus, le film a été tourné en totalité en décor naturel au Mexique ce qui lui donne un aspect encore plus réel. Le ranch du tournage se nomme Xanjay Ranch et le matador Pepe Ortiz joue son propre rôle.
Le film a été diffusé en deux parties sur American Broadcasting Company (ABC) dans l'émission Disneyland, le 22 et 29 janvier 1958.

## Analyse
Selon Leonard Maltin, le film possède un charme particulier en raison du tournage en décor naturel. Pour Steven Watts, le film fait partie de ceux produits dans les années 1950 qui s'éloignent du stéréotype acidulé de Disney [de l'animation] et se focalisent sur la nature fragile du bien-être intérieur. Les familles présentées depuis Danny, le petit mouton noir (1948) sont incomplètes, dures, parfois violentes et cherchant à survivre. Dans La Revanche de Pablito, le beau-père force le jeune enfant de 10 à fuir sa famille.
Les scènes dans l'arène et les combats de taureaux sont des traditions hispaniques jamais présentées avec autant de détails par Hollywood. Disney a même autorisé une séquence avec un matador encorné.

## Adaptation en roman
- La Revanche de Pablito, publié en 1957 aux éditions Hachette dans la collection « Idéal-Bibliothèque »[9].
- La Revanche de Pablito, publié en 1969 aux éditions Hachette dans la collection « Bibliothèque rose »[10].